# DN28B
DN28B este un drum național din România, care leagă orașul Târgu Frumos și municipiul Botoșani. Acesta mai trece prin orașele Hârlău din județul Iași și Flămânzi din județul Botoșani. Acesta este propus pentru reabilitare în 2018 de CNAIR fiind alocată suma de 57 de milioane de euro.
CNAIR a semnat, în data de 20 mai 2020, contractul pentru proiectarea și execuția lucrărilor la DN28B Târgu Frumos-Botoșani, în lungime de 71,512 kilometri. Licitația a fost câștigată de către asocierea Aqua Parc – Mavgo Holding – Vahostav – Trameco. Fondurile sunt asigurate de Uniunea Europeană. Primele 5 luni ale contractului sunt dedicate proiectării lucrărilor, iar alte 24 luni reprezintă efectuarea efectivă a modernizării. Pentru construcție au licitat 36 de firme prin intermediul a trei asocieri. Pe teritoriul județului Iași vor fi reabilitați 33 km, iar în județului Botoșani 39 km. Pe lângă refacerea drumului, investiția mai cuprinde reabilitarea a opt poduri pe tot traseul și construirea unuia nou.

## Următorul drum european urmează DN28B:
- E58 Târgu Frumos-Botoșani (întreaga rută)